# Carole Roussopoulos
Carole Roussopoulos, nascuda amb el nom de Carole de Kalbermatten (Lausana, 25 de maig de 1945 − Sion, 22 d'octubre de 2009), és una cineasta feminista, pionera en el terreny del vídeo i la realització del documental francès.

## Biografia
La seva infància transcorre a Sion (Suïssa) i després se'n va a Lausanne a estudiar. L'any 1967 es trasllada a París, on treballa per la revista Vogue. Al cap de pocs anys s'endinsa en temes de vídeo i cinema, àmbits en els quals se sent còmoda i on s'hi establirà definitivament, esdevenint així una activista feminista pionera del vídeo fins a la fi dels seus dies.

## Creació cinematogràfica i militància
L'any 1969 Jean Genet li aconsella adquirir el Portapack de Sony. Es tracta del primer sistema d'enregistrament de vídeo analògic amb un sistema de bateries que es poden portar i manejar per una sola persona. Rossopoulos li segueix el consell i esdevé la primera dona en apodar-se d'aquest gadget tecnològic, però la seguiran moltes altres directores: "En l'estela del Maig del 68 i els Estats Generals del Cinema, el cinema intervencionista també reneix de les cendres amb el desig de filmar la realitat tal com succeeix i actuar sobre els moviments de protesta. En aquest context efervescent i activista, diverses directores de cinema s'apropien dels nous recursos cinematogràfics, en particular del vídeo, utilitzant les càmeres Sony Portapak. D'aquesta manera, acompanyen la història i la lluita de les dones i es fan càrrec de la seva pròpia representació. Igual que Virginia Woolf va exigir "una habitació pròpia", les feministes exigiren "una càmera pròpia ', i en feren d'aquest acte un acte de renaixement."
Juntament amb el seu marit, el pintor Paul Roussopoulos, funden el primer col·lectiu activista de vídeo: Video Out. D'aquesta manera, en ple període de protesta social, la cineasta donarà veu a través de les seves filmacions a la gent que solia estar silenciada pels mitjans escrits o la televisió, com les dones, els treballadors, els immigrants, els homosexuals, les prostitutes, etc. "Va dedicar bona part del seu treball a enregistrar les successiver onades de l'activistme feminista i d'altres moviments socials"
De 1973 a 1976, Carole Roussopoulos ensenya vídeo a l'Université de Vincennes de París, actualment desapareguda. Durant aquest període, també introdueix a Delphine Seyrig al vídeo, amb qui realitzarà Maso et Miso vont en bateau (1976) i S.C.U.M Manifesto (1976), sobre el Manifest de l'Organització per a l'Extermini dels Homes.
El 1982 promou la creació del Centre Audiovisual Simone de Beauvoir, juntament amb Delphine Seyrig i Iona Wieder. La finalitat d'aquest centre és d'identificar, conservar, difondre i promoure tot el material audiovisual relatiu als drets i les lluites de les dones, així com les creacions audiovisuals d'artistes femenines, amb el propòsit de crear així un arxiu audiovisual del moviment de les dones.
De 1986 a 1994, Roussopoulos dirigeix l'Entrepôt a París, cinéma d'art i assaig creat per Frédéric Mitterrand.

## Reconeixements
L'Associació francesa Carole Roussopoulos, dirigida per Hélène Fleckinger, creada en la memòria de la directora, s'encarrega de la promoció i difusió de les seves pel·lícules. L'any 2007, la Cinémathèque Française li dedica un cicle i el 2015 la 23a edició de la Mostra Internacional de Films de Dones en programa una retrospectiva.

## Filmografia
1970
Genet parle d'Angela Davis, pertanyent a la col·lecció del Museu Nacional d'art modern / Centre Georges-Pompipou.

1971
1972
1973
1974
- Action Psyché (Essai) de Gina Pane
- Mise en place de Action Mélancolique 2X2X2 de Gina Pane
- Action Mélancolique 2X2X2 de Gina Pane

1975
- Action Death Control de Gina Pane
- La marche du retour des femmes à Chypre
- Les Prostituées de Lyon parlent
- La marche des femmes à Hendaye
- Les mères espagnoles

1976
- S.C.U.M. Manifesto
- Maso et Miso vont en bateau
- LIP: Monique et Christiane
- LIP: Jacqueline et Marcel

1978
- Le Viol: Anne, Corinne, Annie, Brigitte, Josyane, Monique et les autres…
- Point d'émergence: Aline Gagnaire

- Point d'émergence: Vera Pagava

1980
1982
- Ça bouge à Mondoubleau
- Ça bouge à Vendôme
- Flo Kennedy: portrait d'une féministe américaine
- Profession: agricultrice
- S.O.S. j'accouche

1983
- Yvonne Netter, avocate
- Paroles d'assistantes maternelles

1984
- Profession: conchylicultrice
- Pionnières et dictionnaires du cinéma 1900-1960
- Gagner sa vie
- Colette Auger: une nouvelle loi sur le nom
- Femmes d'immigrées de Gennevilliers
- La mort n'a pas voulu de moi : portrait de Lotte Eisner
- Une journée ordinaire de Christine Ockrent

1985
- Y'a vraiment des gens qui vivent avec très peu
- Ras le bol sous les ponts de paris
- Les travailleuses de la mer
- Les cavistes nouveaux sont arrivés
- Quand les parents s'en mêlent

1986
- La drogue on peut s'en sortir, disent-elles
- L'égalité professionnelle, ça bouge

1987
- L'égalité professionnelle: ça avance dans les transports
- Les clés de Mauzac

1988
- L'inceste, la conspiration des oreilles bouchées
- Nouvelles qualifications: les entreprises innovent avec des jeunes

1989
- La ballade des quartiers / parole d'en France

1990
- Nous femmes contre vents et marées
- Jouer le jeu - côté cour

1991
- Mort des malades, souffrance des soignants

1992
- Mort des malades, souffrance des médecins
- L'inceste: lorsque l'enfant parle

1993
- Mort des malades, souffrance des familles
- Les hommes invisibles
- L'accueil temporaire des personnes âgées ou le répit des familles

1994
- La drogue… Non merci: drogues images prévention

1996
- Être avec
- L'accueil familiar: vieillir comme chez soi
- En équipe avec le malade

1997
- Les violences du silence
- Notre printemps

1998
- Les murs du silence: agressions sexuelles en institutions
- Vivre en petite unité
- Le parrainage: une main tendue
- Je vis en maison de retraite

1999
- Souvenirs pour un avenir
- Quand les jours sont comptés…
- Debout! Une histoire du mouvement de libération des femmes 1970-1980

2000
- L'accueil de jour
- Paroles de résidents
- Jour après jour

2001
- Cinquantenaire du Deuxième sexe 1949-1999 (co-realitzat amb Christine Delphy)
- Vieillir et mourir accompagné: grand âge et soins palliatifs

2002
- Marchons avançons résistons en Suisse Romande
- Vieillir en liberté
- Donner c'est aimer

2003
- Viol conjugal, viol à domicile
- Bénévole tout simplement: un rien de temps qui change la vie
- Qui a peur des Amazones?
- Il faut parler: portrait de Ruth Fayon

2004
- L'écoute ! Une aventure: la main tendue
- Le jardin de Lalia: des microcrédits pour les femmes maliennes
- Familles d'ici, familles d'ailleurs
- L'Europe, parlons-en…

2005
- Inceste, brisons le silence !
- Les années volées

2006
- Je suis un être humain comme les autres
- Sans voix… Mais entendus! Un hommage aux soins palliatifs
- Pour vous les filles !

2007
- Quand les parents en parlent
- Femmes mutilées, plus jamais !
- Des fleurs pour Simone de Beauvoir
- La maison: un espoir, une vie

2008
- Mariages forcés, plus jamais !
- L'eau et les rêves

2009
- Ainsi va la vie. Cancer: de la peur à l'espoir
- Pramont: une deuxième chance !
- Delphine Seyrig, un portrait